# کلیسای مسیح کارگر و بانوی ما لوردس
کلیسای مسیح کارگر و بانوی ما لوردس (به انگلیسی: Iglesia de Cristo Obrero y Nuestra Señora de Lourdes) در بخش کنلونس، اروگوئه قرار دارد. کلیسای مسیح کارگر و بانوی ما لوردس از آثار میراث جهانی است که در سال ۲۰۲۱ به عنوان یک اثر فرهنگی با شماره ثبت ۱۶۱۲ در فهرست میراث جهانی یونسکو ثبت گردید.

## ثبت جهانی
این اثر در ۴۴امین نشست سازمان یونسکو به میزبانی چین با شماره ثبت ۱۶۱۲ ثبت جهانی شد.